# Leciñena
Leciñena là một đô thị ở tỉnh Zaragoza, Aragon, Tây Ban Nha. Theo điều tra dân số 2004 của Viện thống kê Tây Ban Nha (INE), đô thị này có dân số là 1.280 người. Diện tích đô thị này là 140 ki-lô-mét vuông.Đô thị này nằm ở độ cao 415 m trên mực nước biển và cách thủ phủ Zaragoza 25 km.